# چانگان سی‌اس۱۵
چانگان سی‌اس۱۵ یک کراس‌اوور کامپکت کوچک است که توسط چانگان تولید شده‌است.

## مشخصات کلی
چانگان سی‌اس۱۵ در نمایشگاه خودروی گوانگژو ۲۰۱۵ با قیمت‌های مختلف از ۵۳٬۹۰۰ یوان تا ۷۵٬۴۰۰ یوان معرفی شد و در مارس ۲۰۱۶ به بازار راه یافت.

چانگان سی‌اس۱۵ مجهز به یک موتور ۱٫۵ لیتری ۴ سیلندر خطی با قدرت ۱۲۰ اسب بخار است که با یک گیربکس ۵ سرعته دستی یا یک گیربکس ۵ سرعته اتوماتیک عرضه می‌شود.

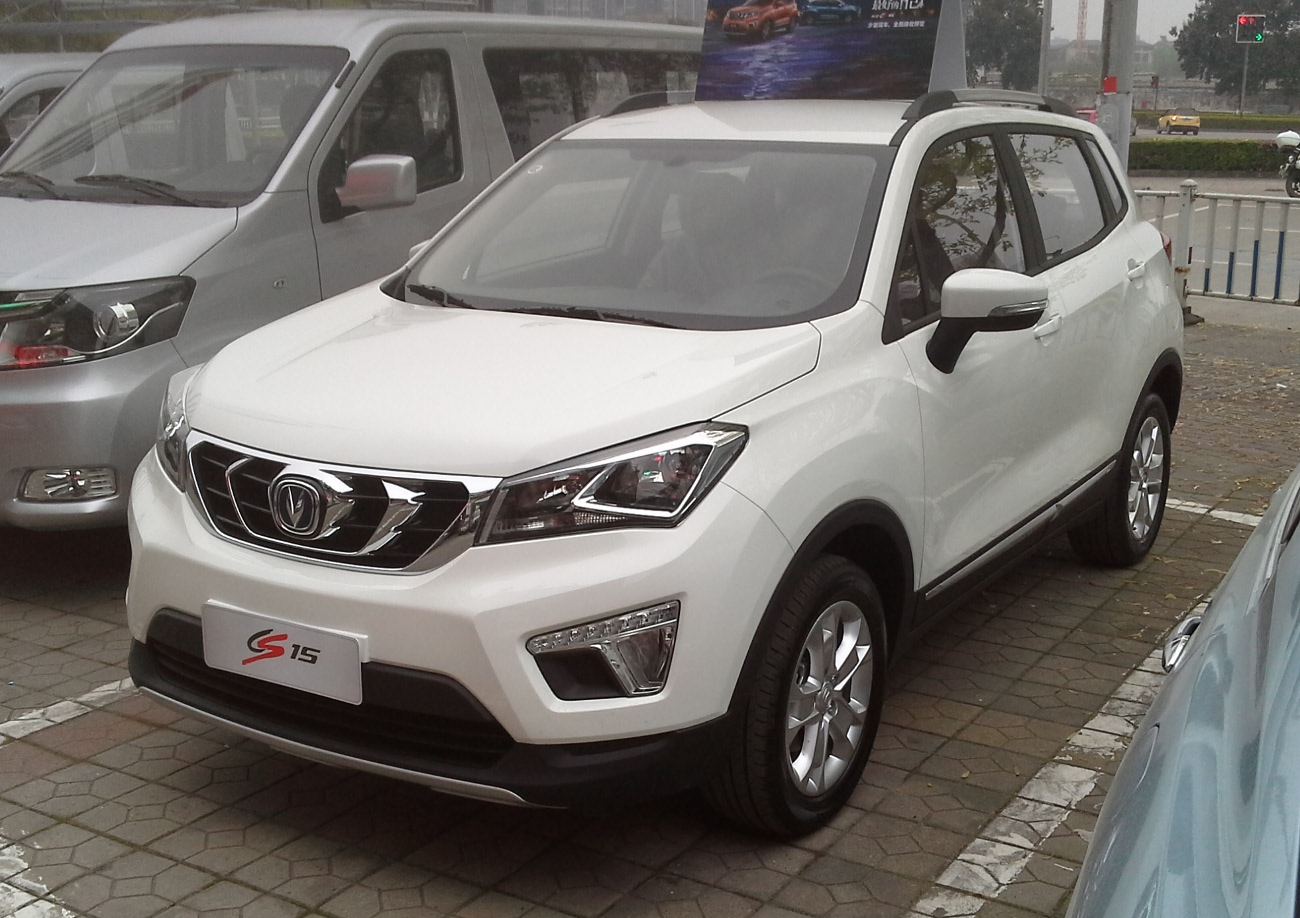
چانگان سی‌اس۱۵ پیش از فیس‌لیفت (جلو)
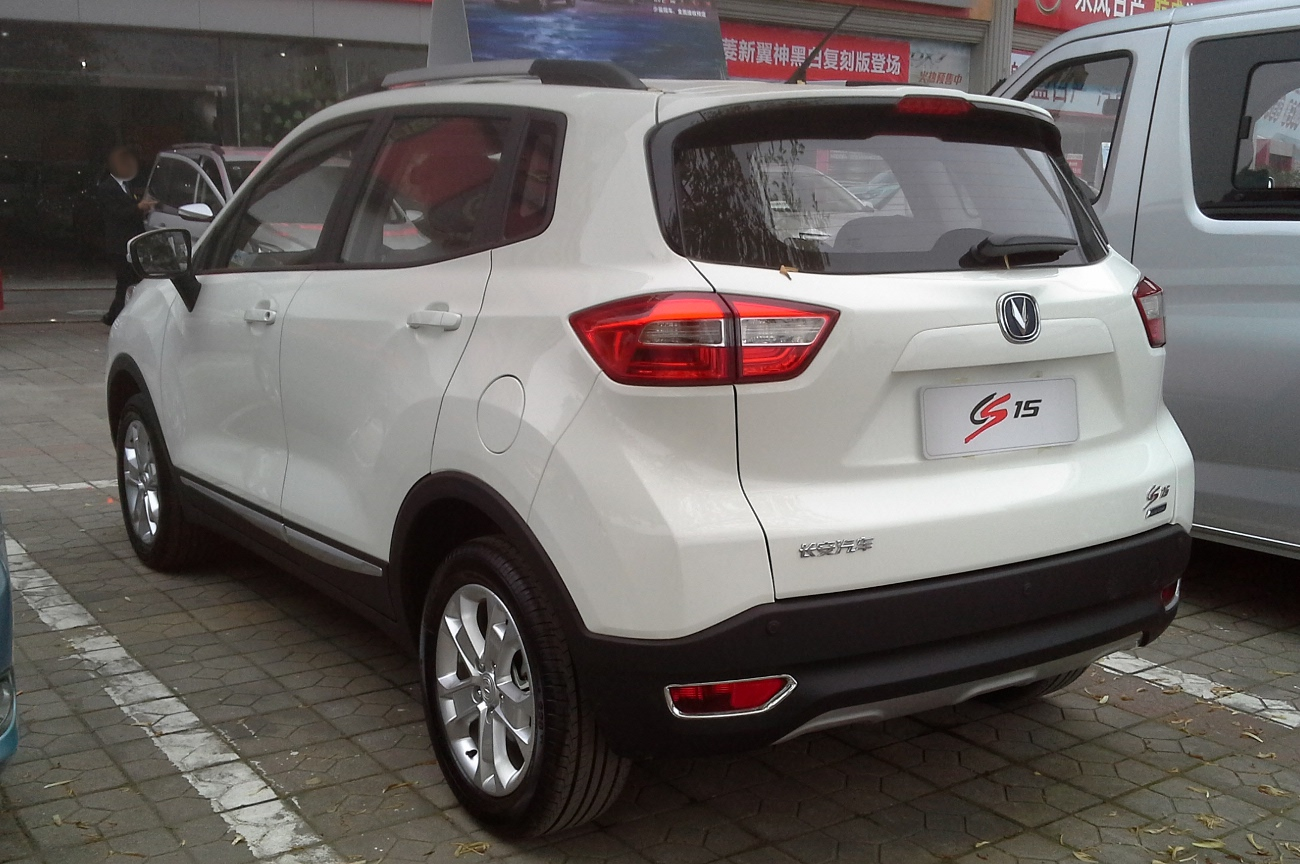
چانگان سی‌اس۱۵ پیش از فیس‌لیفت (عقب)

### فیس‌لیفت ۲۰۱۹
این خودرو در سال ۲۰۱۹ یک فیس‌لیفت را تجربه کرد.

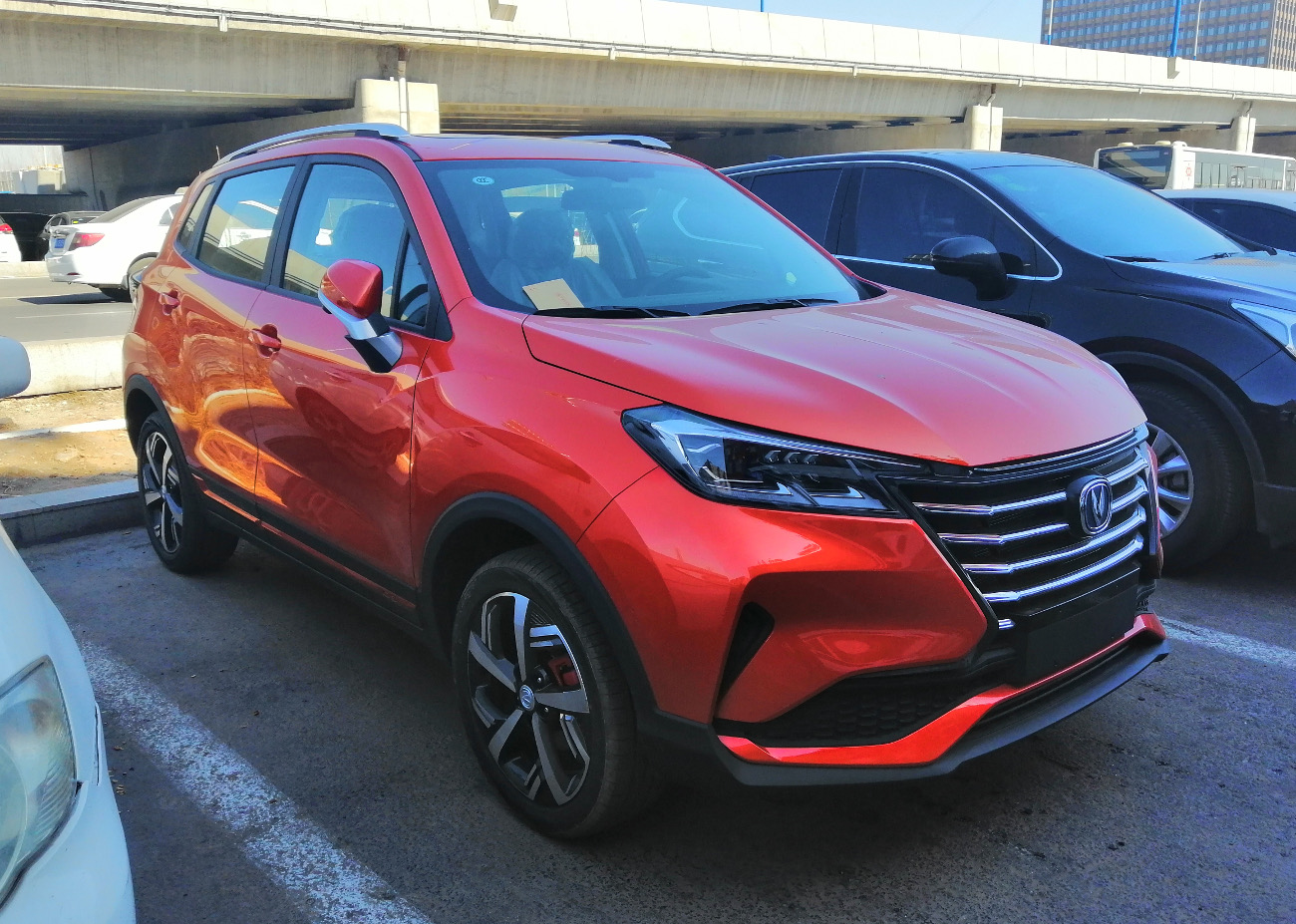
چانگان سی‌اس۱۵ فیس‌لیفت (جلو)
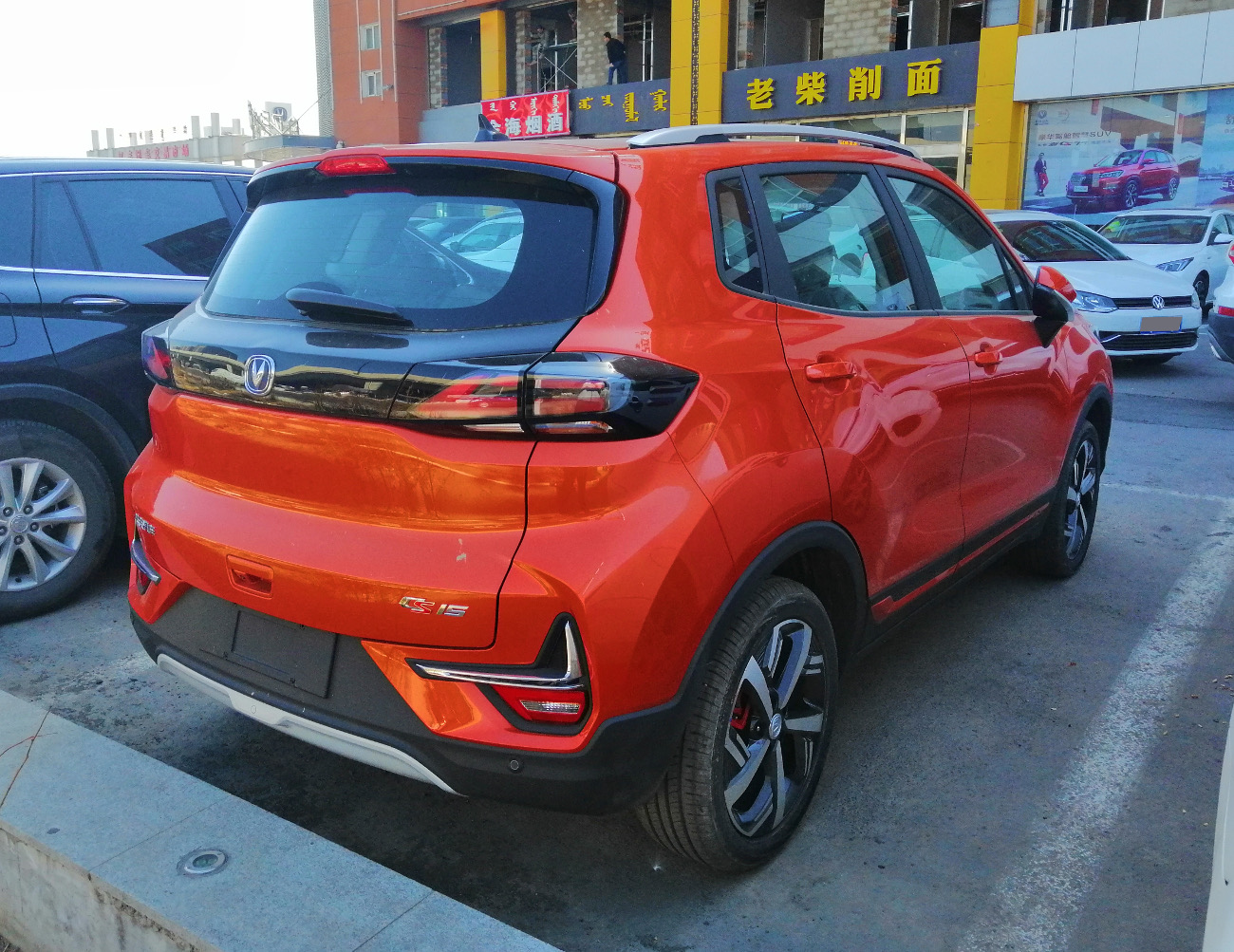
چانگان سی‌اس۱۵ فیس‌لیفت (عقب)

## چانگان سی‌اس۱۵ئی‌وی
چانگان سی‌اس۱۵ئی‌وی یک خودروی الکتریکی است که بر اساس چانگان سی‌اس۱۵ ساخته شده‌است. قدرت چانگان سی‌اس۱۵ئی‌وی از یک موتور الکتریکی تولید می‌شود که ۷۵ اسب بخار و ۱۷۰ نیوتن متر گشتاور تولید می‌کند. حداکثر سرعت این خودرو ۱۱۰ کیلومتر در ساعت است و با یک باک کامل ۳۰۰ کیلومتر را می‌پیماید.

### چانگان سی‌اس۱۵ ئی-پرو
چانگان سی‌اس۱۵ ئی-پرو در کنفرانس جهانی خودرو هوشمند شبکه جهانی ۲۰۱۹ و هفتمین نمایشگاه بین‌المللی انرژی جدید و شبکه هوشمند خودروی چین رونمایی شد. این خودرو در اصل فیس لیفت سی‌اس۱۵ئی‌وی است که از عملکرد بهتری برخودار است. قدرت چانگان سی‌اس۱۵ ئی-پرو توسط یک موتور الکتریکی با حداکثر قدرت ۱۲۰ کیلووات (۱۶۰ اسب بخار) تأمین می‌شود. ظرفیت باتری این خودرو ۴۸٫۳ کیلووات ساعت است.

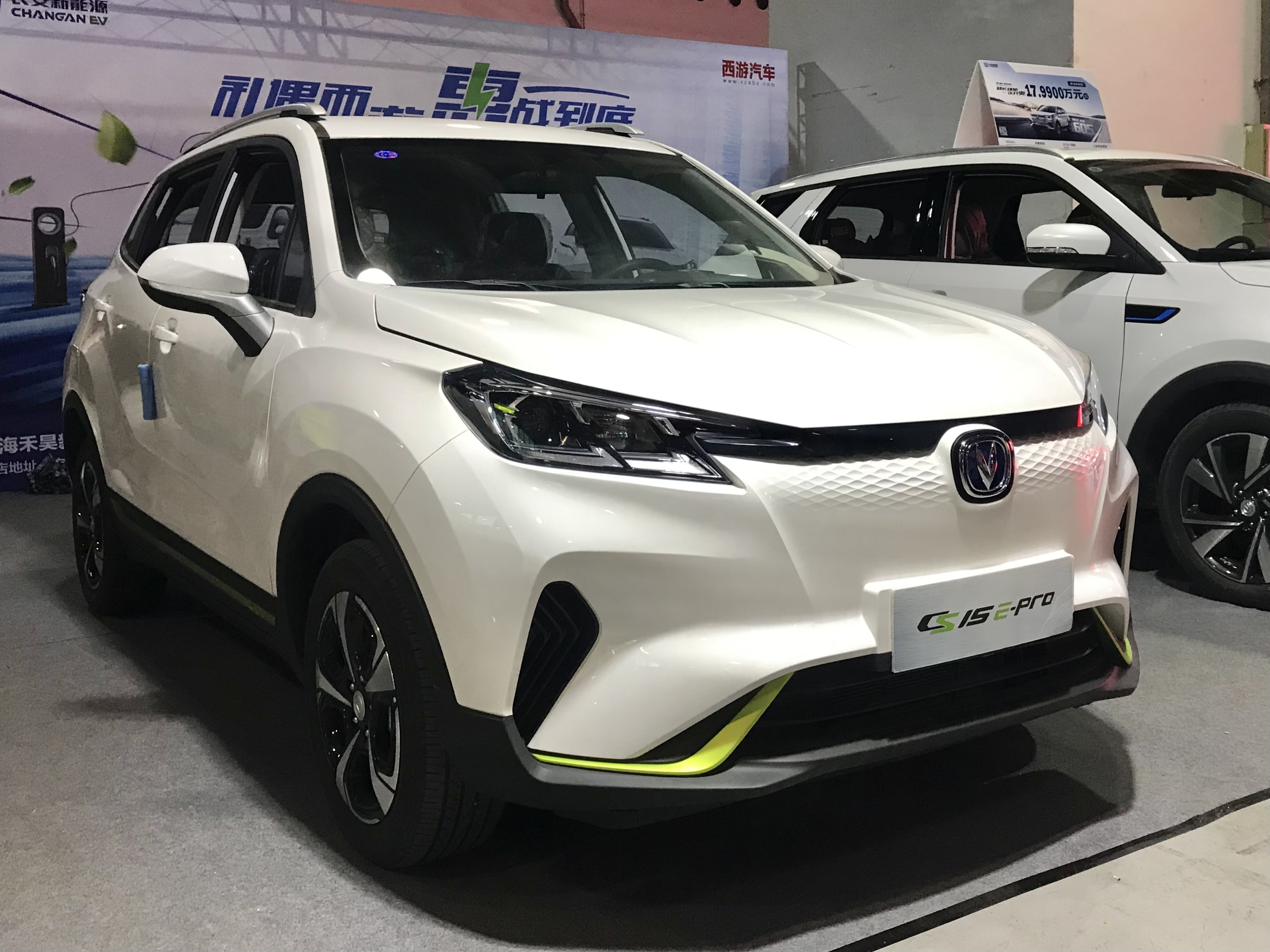
چانگان سی‌اس۱۵ ئی-پرو (جلو)
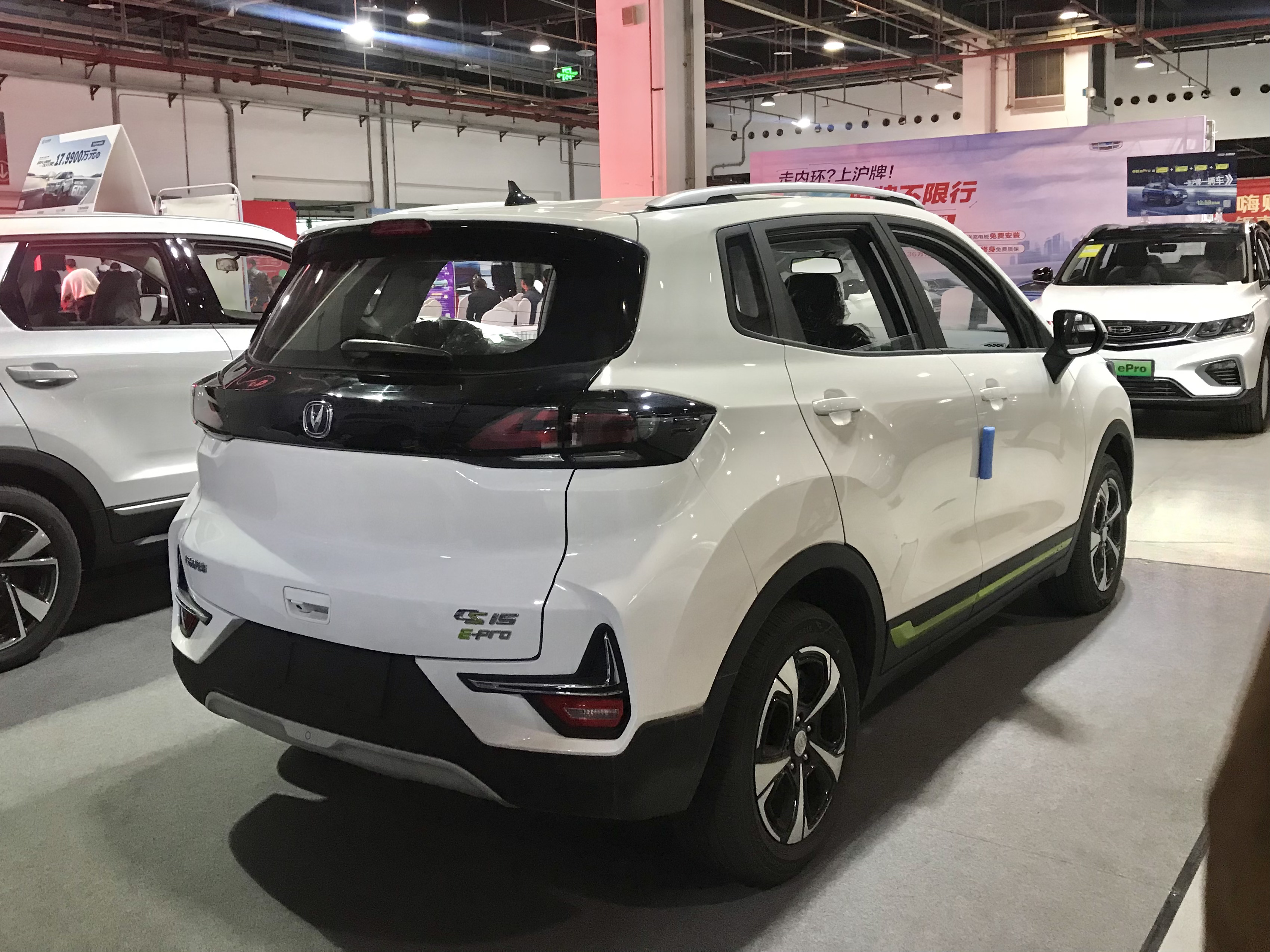
چانگان سی‌اس۱۵ ئی-پرو (عقب)